# Alalageri, Byadgi
Alalageri là một làng thuộc tehsil Byadgi, huyện Haveri, bang Karnataka, Ấn Độ.